# Mohsen Raïs
Mohsen Raïs (persisch محسن رئیس‎; * 1896; † im 20. Jahrhundert) war ein persischer Diplomat.

## Leben
Mohsen Rais studierte in Teheran und Genf. 1931 wurde er in Paris Geschäftsträger. Anschließend leitete er die Abteilung Völkerbund und Verträge im Außenministerium. Von 1935 bis 1938 war er Gesandter in den Niederlanden und im Deutschen Reich. 1938 leitete er die Abteilung Politik im Außenministerium und war geschäftsführender Persischer Außenminister. In dieser Funktion besprach er mit Wallace Murray die Wiederaufnahme der diplomatischen Beziehungen zwischen den Regierungen der USA und Reza Schah Pahlavi.
1939 war er Gesandter in den Balkanländern und 1941 beim Vichy-Regime.
1942 Leiter der iranischen Telefonbehörde.
1943 bis 1947 Botschafter in Bagdad.
Von 1947 bis 1951 war er Botschafter in London und wurde anschließend als geschäftsführender Außenminister in Teheran installiert.
Am 10. November 1953 überreichte er in Paris sein Beglaubigungsschreiben als außerordentlicher und bevollmächtigter Botschafter.
Danach amtierte er als Generalgouverneur in Aserbaidschan (1958 bis 1960) und Botschafter in den Niederlanden (1960/61), Vereinigtes Königreich (1961) und Frankreich (1962).